# Zdeněk Kühn
Zdeněk Kühn (* 8. října 1973 Nymburk) je od prosince 2023 soudcem Ústavního soudu a profesorem na Katedře teorie práva Právnické fakulty Univerzity Karlovy v Praze, kde od roku 1997 učí teorii práva. Je rovněž bývalým soudcem Nejvyššího správního soudu. V roce 2006 byl jmenován docentem teorie práva a v roce 2019 profesorem teorie práva. Vedle teorie práva v Praze učí či učil anglicky trestní právo, úvod do středoevropské právní kultury, česky právní psaní, právní filozofii, teorii a praxi antidiskriminačního práva, vybrané směry soudobé právní filozofie apod. S Prahou je též spjato jeho působení na půdě New York University in Prague, kde pro americké studenty vede od roku 2003 semináře na téma Contemporary Issues in Law: Human Rights in Central Europe. Od roku 2004 občasně působí též jako přednášející na Justiční akademii v Kroměříži, pravidelně přednáší na zahraničních justičních akademiích. Přednáší též na řadě univerzit v zahraničí (USA, Maďarsko, Chorvatsko, Velká Británie apod.). Patří k intelektuálně nejvlivnějším českým právníkům.

## Život a dílo
Ačkoliv jeho akademická kariéra je významně spojena s Právnickou fakultu UK, kde získal tituly Mgr. (1997), JUDr. (rigorózní práce Soudcovské právo v právní kultuře common law, 2000) a Ph.D. (doktorská práce Právní principy v judikatuře, 2001), má Kühn velice blízko též ke své druhé alma mater, a to Právnické fakultě Michiganské univerzity v Ann Arbor, USA (LL.M. v roce 2002), kde jako první Čech získal v roce 2006 titul doktora právních věd S.J.D. (disertace The Changing Face of the Judiciary in Central Europe, která v roce 2011 vyšla v nizozemském nakladatelství Brill). Stipendista Fulbrightova programu v letech 2001 až 2002 a Václav Havel Graduate Fellowship programu (2002 a 2003) na Michiganské univerzitě.
V menší míře jej též ovlivnily další  studijní pobyty, a to konkrétně na Central European University v Budapešti v letech 1999 a 2000, University of Tübingen v Německu v roce 2000 a na Tulane Law School v New Orleans v roce 2001.  
Je držitelem několika akademických ocenění: Ceny Josefa Hlávky pro nejlepší studenty a absolventy vysokých škol v ČR (2001), Bolzanovy ceny za vynikající doktorskou práci (2001) a Hessel Yntema Prize (Berkeley, Kalifornie) za nejlepší odborný právnický článek napsaný vědcem do 40. let věku. 
Napsal více než stovku článků česky i anglicky, jeho práce vyšly též čínsky a arabsky. Je hlavním autorem komentáře k soudnímu řádu správnímu a antidiskriminačnímu zákonu, přispěl též ke komentáři k exekučnímu řádu, občanskému zákoníku atd. V roce 2022 vyšel komentář k české Listině základních práv a svobod, zatím největší komentář k tomuto předpisu, kde byl Kühn jedním ze čtyř hlavních autorů. Kniha získala na XXX. Karlovarských právnických dnech Autorskou cenu (1. místo).
V letech 2011 až 2015 byl jedním z expertů Evropské banky pro obnovu a rozvoj (EBRD) na podporu právní reformy v Moldávii (včetně opakovaných expertních pobytů v Kišiněvě v letech 2011 – 2015), v roce 2012 byl jedním z expertů EBRD na podporu právní reformy v Albánii, v letech 2015 až 2017 působil jako hlavní expert programu Rady Evropy (HELP) pro vzdělávání v oblasti soudcovské argumentace a aplikace Evropské úmluvy v Polsku, Rumunsku, Bosně a Hercegovině a Bulharsku.
Vedle akademické kariéry absolvoval též několikaletou praxi v advokacii, konkrétně v advokátní kanceláři Stoklásek & Partners (1997–2001; současně v témže období působil na pozici poradce poslance Parlamentu ČR). V roce 2000 složil advokátní zkoušky summa cum laude. Později v období studia ve Spojených státech působil jako právní expert na československé právo před americkými soudy, např. v roce 2003 pro Heller Ehrman White & McAuliffe LLP ve věci Assicurazioni Generali S.p.A. Holocaust Insurance Litigation (United States District Court Southern District of New York).
V oblasti soudnictví působí od roku 2004, kdy byl jmenován asistentem ústavního soudce Františka Duchoně (1. ledna 2004 – 31. prosince 2007) a současně od ledna 2005 též asistentem ústavního soudce Jiřího Muchy (17. ledna 2005 – 31. prosince 2007). Koncem roku 2007 byl nominován českou vládou na pozici ad hoc soudce u Evropského soudu pro lidská práva ve Štrasburku v kauzách týkajících se regulace nájemného v České republice; v pozici ad hoc soudce ESLP soudil i v dalších kauzách. V prosinci téhož roku byl jmenován soudcem Nejvyššího správního soudu, je stálým členem rozšířeného senátu tohoto soudu.
Je členem redakční rady časopisu Jurisprudence, Croatian Yearbook of European Law and Policy a Zeitschrift für öffentliches Recht, byl jedním ze zakladatelů blogu Jiné právo.

### Kandidatura na ústavního soudce
Dne 26. října 2023 jej prezident ČR Petr Pavel navrhl Senátu PČR na post soudce Ústavního soudu ČR. Senát následně s jeho jmenováním soudcem Ústavního soudu vyslovil souhlas, dostal 55 hlasů od 71 hlasujících senátorů. Dne 19. prosince 2023 jej prezident ČR Petr Pavel ústavním soudcem na Pražském hradě jmenoval.

## Hlavní publikace
- Kühn, Zdeněk - Kratochvíl, Jan - Kmec, Jiří - Kosař, David et al. Listina základních práv a svobod. Velký komentář. Praha: Leges 2022
- Kühn, Zdeněk. The Judiciary in Illiberal States. German Law Journal sv. 22, s.1231-1246 (2021)
- Kühn, Zdeněk - Kocourek Tomáš et al. Soudní řád správní. Komentář. Praha: Wolters Kluwer 2019
- Kühn, Zdeněk. Comparative Law in Central and Eastern Europe. In: The Oxford Handbook of Comparative Law. Oxford University Press 2019, s. 181-200
- Kühn, Zdeněk. Reasoning of the Czech Constitutional Court. In: Comparative Constitutional Reasoning. Cambridge University Press 2017, s. 199-236
- Kühn, Zdeněk. The Judiciary in Central and Eastern Europe: Mechanical Jurisprudence in Transformation? Martinus Nijhoff, Brill 2011, s. 296
- Bobek, Michal – Boučková, Pavla – Kühn, Zdeněk (eds.) Rovnost a diskriminace. 1. vydání, Praha: C. H. Beck, 2007
- Bobek, Michal - Kühn, Zdeněk – Polčák, Radim (eds.). Judikatura a právní argumentace. Teoretické a praktické aspekty práce s judikaturou. Auditorium, Praha 2006 (2. přepracované vydání 2013)
- Kühn, Zdeněk. Aplikace práva soudcem v éře středoevropského komunismu a transformace. Analýza příčin postkomunistické právní krize. Praha: C. H. Beck 2005, s. 201
- Kühn, Zdeněk. Aplikace práva ve složitých případech. Právní principy v judikatuře. Praha: Karolinum 2002, s. 419